# Panorpa tatvana
Panorpa tatvana is een insect uit de orde van de schorpioenvliegen (Mecoptera), familie van de schorpioenvliegen (Panorpidae). De wetenschappelijke naam van de soort is voor het eerst geldig gepubliceerd door Willmann in 1974.
De soort komt voor in Turkije.